# Larentia edentata
Larentia edentata är en fjärilsart som beskrevs av Leo Schwingenschuss 1953. Larentia edentata ingår i släktet Larentia och familjen mätare. Inga underarter finns listade i Catalogue of Life.